# (3105) Stumpff
(3105) Stumpff est un astéroïde de la ceinture principale.

## Description
(3105) Stumpff est un astéroïde de la ceinture principale. Il fut découvert le 8 août 1907 à Heidelberg par August Kopff. Il présente une orbite caractérisée par un demi-grand axe de 2,26 UA, une excentricité de 0,19 et une inclinaison de 6,5° par rapport à l'écliptique.

## Compléments